# Nina Bott
Nina Bott (Hamburgo, 1 de enero de 1978) es una actriz alemana.

## Carrera
Entre agosto de 1997 y septiembre de 2005, Bott interpretó a Cora Hinze en la popular telenovela alemana Gute Zeiten, schlechte Zeiten. Luego apareció en el drama de época Unter den Linden - Das Haus Gravenhorst. Después se unió a la telenovela Alles was zählt en 2008 como Celine Laffort, y permaneció en el programa durante más de dos años. En marzo de 2011, se anunció que Bott se uniría a su tercera telenovela, Verbotene Liebe, donde, en junio de ese año, comenzó a interpretar a Julia von Anstetten. Su historia se desarrolla en locaciones de Mallorca.
Bott apareció en la portada de la edición de febrero de 2002 de la edición alemana de la revista Playboy, y volvió a aparecer en la edición de febrero de 2012. Con Leonie Lutz, coescribió un libro sobre el embarazo, llamado Generation Mami.

## Vida personal
Bott ganó el campeonato de windsurf de Hamburgo de 1995. En 1997, completó su abitur (título universitario de la escuela preparatoria) en Corvey Gymnasium en Lokstedt, en el distrito de Eimsbüttel. Estuvo en una relación con el camarógrafo Florian König durante 17 años; tuvieron un hijo, Lennox (nacido el 23 de diciembre de 2003). Desde 2012, Bott mantuvo una relación con Benjamin Baarz, con quien tiene dos hijos: Luna Victoria, nacida el 20 de diciembre de ese año, y Lio, que nació en 2019. Ella y Baarz se casaron el 10 de mayo de 2024.

## Filmografía

### Televisión
| Año       | Título                                          | Papel                                                      | Nota                          |
| --------- | ----------------------------------------------- | ---------------------------------------------------------- | ----------------------------- |
| 1997-2005 | Gute Zeiten, schlechte Zeiten                   | Cora Hinze                                                 | Serie; 66 episodios           |
| 2002      | Das beste Stück                                 | Sonja                                                      | Película de TV                |
| 2002-2003 | Hinter Gittern - Der Frauenknast                | Ver listaPeggy Grote Asesina                               | Serie; 8 episodios            |
| 2005      | Was Sie schon immer über Singles wissen wollten | Tanja                                                      | Película de TV                |
| 2006      | Die Sturmflut                                   | Julia                                                      | Película de TV; sin acreditar |
| 2006      | Unter den Linden - Das Haus Gravenhorst         | Friederike Gravenhorst                                     | Serie; 13 episodios           |
| 2007      | SOKO Kitzbühel                                  | Stefanie Ketelar                                           | Serie; 1 episodio             |
| 2007      | Rosamunde Pilcher                               | Samantha Gordon                                            | Serie; 1 episodio             |
| 2007      | Ein unverbesserlicher Dickkopf                  | Claire Mortensen                                           | Película de TV                |
| 2007      | Alarm für Cobra 11 - Die Autobahnpolizei        | Stefanie Kraus                                             | Serie; 1 episodio             |
| 2008      | Das Traumhotel                                  | Daniela                                                    | Serie; 1 episodio             |
| 2008      | Hallo Robbie!                                   | Dora Schade                                                | Serie; 1 episodio             |
| 2008-2010 | Alles was zählt                                 | Ver listaCéline Sommer Céline Laffort Céline von Altenburg | Serie; 156 episodios          |
| 2009-2014 | Inga Lindström                                  | Ver listaMina Storm Svea Jerndahl                          | Serie; 2 episodios            |
| 2010      | Countdown - Die Jagd beginnt                    | Katja Bennat                                               | Serie; 1 episodio             |
| 2011      | Emilie Richards                                 | Antoinette Deveraux                                        | Serie; 1 episodio             |
| 2011      | Der letzte Bulle                                | Maria Zakel                                                | Serie; 1 episodio             |
| 2011      | Das Traumschiff                                 | Manuela Förster                                            | Serie; 1 episodio             |
| 2011-2012 | Verbotene Liebe                                 | Julia Mendes                                               | Serie; 108 episodios          |
| 2012      | SOKO Stuttgart                                  | Ulrike Sänger                                              | Serie; 1 episodio             |
| 2012      | In aller Freundschaft                           | Sonja Neumann                                              | Serie; 1 episodio             |
| 2012      | SOKO Köln                                       | Sibylle Klein                                              | Serie; 1 episodio             |
| 2013      | Morden im Norden                                | Katrin Westerbeck                                          | Serie; 1 episodio             |
| 2014      | Kreuzfahrt ins Glück                            | Julia Schwarz                                              | Serie; 1 episodio             |
| 2014      | Küstenwache                                     | Karen Solveig                                              | Serie; 1 episodio             |
| 2015      | Männer! Alles auf Anfang                        | Claire                                                     | Serie; 1 episodio             |

### Teatro
| Año       | Título                         | Creador       | Nota  |
| --------- | ------------------------------ | ------------- | ----- |
| 1995      | Carlos                         | Tankret Dorst |       |
| 1995      | Preparadisesorrynow            |               |       |
| 1996      | LiebeGehirneAbwickeln          | Uwe Paulsen   |       |
| 1997      | Under Milk Wood                | Dylan Thomas  |       |
| 1997      | Yvonne, Prinzessin von Burgund |               |       |
| 2013      | Achtung Deutsch                | Stefan Vögel  | [ 6 ] |
| 2014      | Der Mann, der sich nicht traut | Curth Flatow  |       |
| 2014-2015 | Paarungen                      | Éric Assous   | [ 7 ] |